# Robert Fraser
Robert Fraser (Kennethmont, 10 augustus 1858 – Dundee, 28 maart 1914) was een Schotse rooms-katholieke priester en bisschop. Van 1913 tot 1914 was hij bisschop van het bisdom Dunkeld in Schotland.
Fraser werd geboren in Aberdeenshire en studeerde aan Blairs College, Edmund’s College in Douai en aan de Gregoriaanse Universiteit in Rome. Hij werd in 1882 in Rome tot priester gewijd. Voor zijn functie als bisschop, was hij gedurende 15 jaar professor aan Blairs College, een katholieke theologische school, en daarna rector van Scots College. Hij stierf op 55-jarige leeftijd, nog geen jaar na zijn bisschopswijding.